# تپه عصمت‌آباد ۲
تپه عصمت‌آباد ۲ مربوط به دوران‌های تاریخی پس از اسلام است و در استان قزوین، شهرستان بوئین‌زهرا، بخش مرکزی، شهر عصمت‌آباد واقع شده و این اثر در  تاریخ ۱۷ اسفند ۱۳۸۱ با شمارهٔ ثبت ۷۶۸۴ به‌عنوان یکی از آثار ملی ایران به ثبت رسیده است.